# 메모리얼 스타디움 (브리스틀)

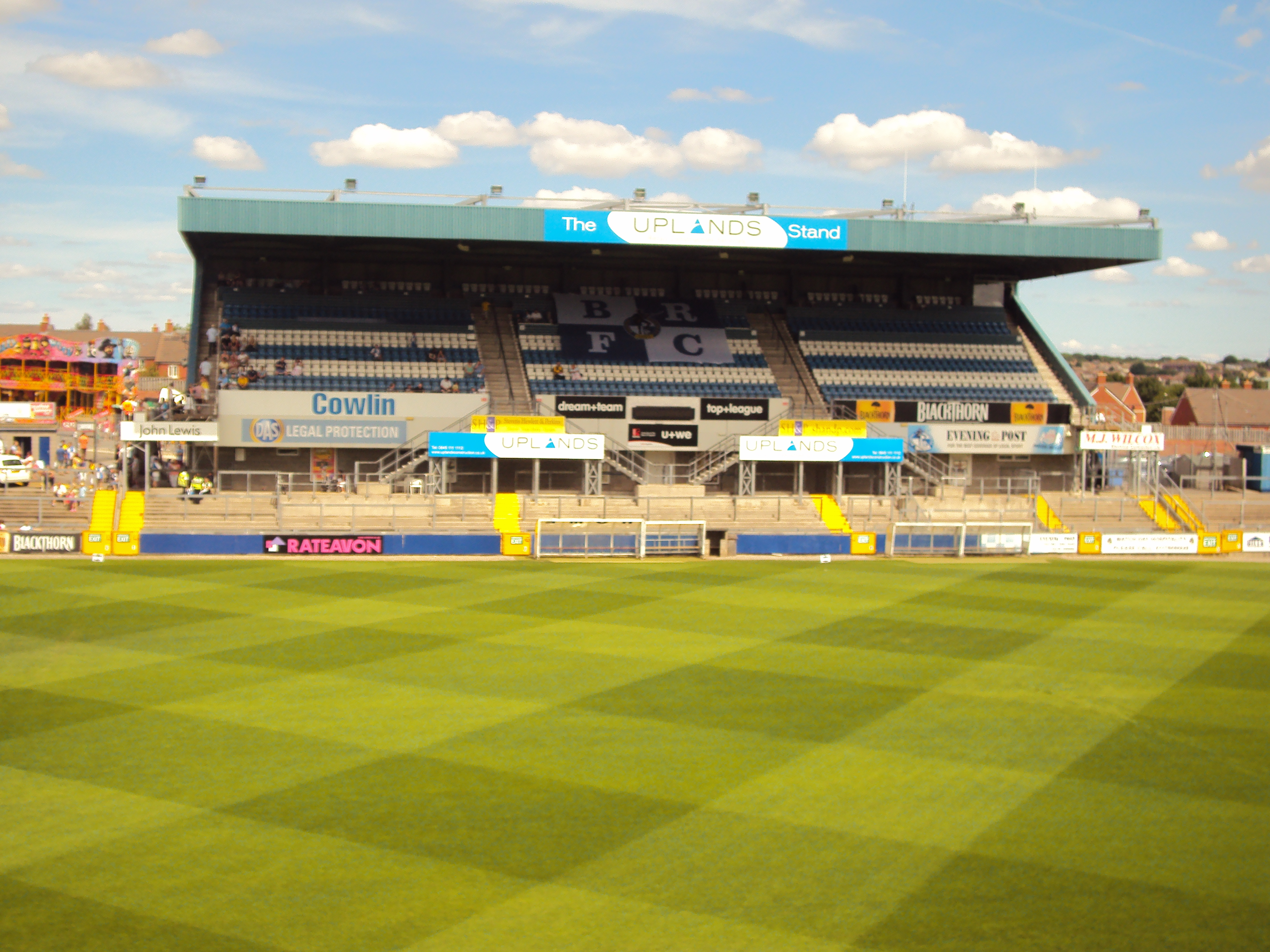

메모리얼 스타디움(Memorial Stadium, 메모리얼 그라운드)은 1921년 세워진 잉글랜드 브리스틀의 경기장이다. 제1차 세계 대전중 사망한 럭비 유니온 선수들을 기리며 이름이 붙었다. 현재 럭비 유니온의 브리스틀 럭비(RFU 챔피언십)와 축구의 브리스틀 로버스 FC(풋볼 리그 원)의 홈구장이며 수용인원은 12,011명이다.